# Келін Калайджоглу
Келін Калайджоглу (рум. Calin Calaidjoglu; нар. 18 січня 2001, Кишинів, Молдова) — молдовський та канадський футболіст, півзахисник «Сфинтул Георге». Народився в Молдові, але на юнацькому та молодіжному рівні представляв Канаду.

## Життєпис
Вихованець молодіжної академії канадського клубу «Монреаль Імпакт». У 2019 році приєднався до резервної команди «Шоле» з шостого дивізіону чемпіонату Франції. У 2020 році підписав контракт з представником четвертого дивізіону чемпіонату Франції «Безьє». Напередодні старту другої половини сезону 2021/22 років підписав контракт з молдовським клубом «Сфинтул Георге». За нову команду дебютував 19 березня 2022 року в програному (0:3) поєдинку проти «Шерифа».